# برنج وحشی

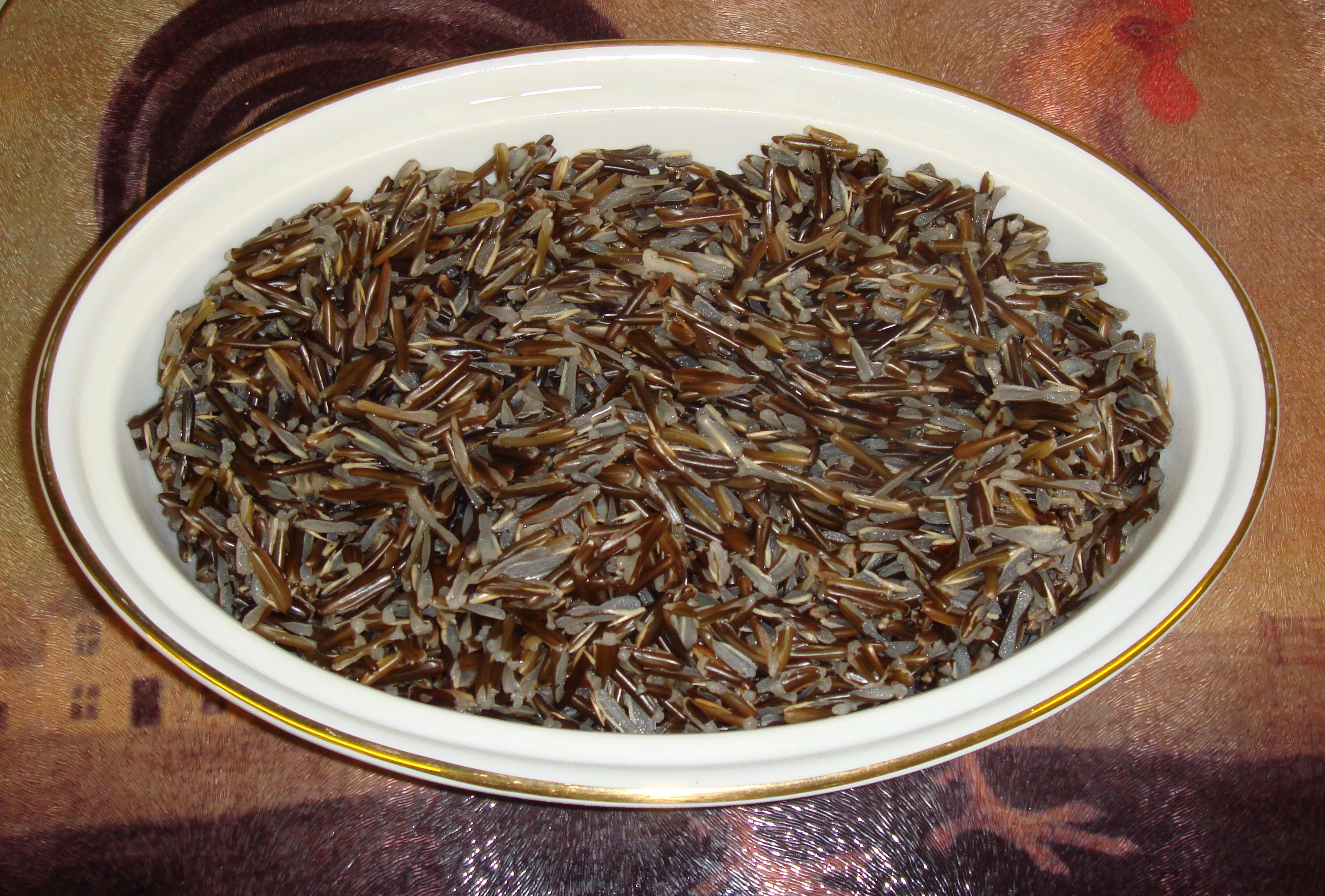
برنج وحشی پخته شده

برنج وحشی از خانواده برنج نیست. به رنگ و شکل مغزی مداد فشاری (اتود) می‌باشد. سختر از برنج است بنابراین پخت طولانی تری دارد. سرخ پوستان آمریکایی آن را با برنج معمولی مخلوط می‌کنند و می‌پزند.